# Тубуаи (язык)
Тубуайский язык (тубуаи, тубуаи-руруту, тупуаи, остраль; Austral, Tubuai) — полинезийский язык, ранее широко распространенный на одноименном архипелаге во Французской Полинезии. Сейчас почти вытеснен таитянским даже более чем на других островах этого государства. В настоящее время тубуайский остается родным (первым) только для нескольких семей на острове Раиваваэ. В 1987 году языком тубуаи владело 8 тысяч человек. Однако даже тогда как первым и единственным языком им пользовались всего полторы тысячи человек.
В рамках полинезийских языков тубуайский ближе всего к языку Рапа, вместе с которым они образуют рапанский кластер, входящий в восточно-полинезийские языки, которые в свою очередь входят в ядерно-полинезийские языки.